# Jean-Julien Rojer
Jean-Julien Rojer (Willemstad, Curaçao, Antilles Neerlandeses, 25 d'agost de 1981) és un tennista professional neerlandès destacat com a especialista de dobles, tot i que inicialment va competir per les Antilles Neerlandeses i llavors per Curaçao quan es va dissoldre el país.
En el seu palmarès destaquen tres títols de Grand Slam, dos de dobles masculines (Wimbledon 2015 i US Open 2017) i un de dobles mixts (Roland Garros 2014). Va arribar al tercer lloc del rànquing de dobles. L'any 2015 fou escollit junt al romanès Horia Tecău la millor parella de l'any del circuit ATP.

## Torneigs de Grand Slam

### Dobles masculins: 3 (3−0)
| Resultat  | Núm. | Any  | Torneig       | Parella         | Oponents                   | Marcador            |
| --------- | ---- | ---- | ------------- | --------------- | -------------------------- | ------------------- |
| Guanyador | 1.   | 2015 | Wimbledon     | Horia Tecău     | Jamie Murray John Peers    | 7−6(5), 6−4, 6−4    |
| Guanyador | 2.   | 2017 | US Open       | Horia Tecău     | Feliciano López Marc López | 6−4, 6−3            |
| Guanyador | 3.   | 2022 | Roland Garros | Marcelo Arévalo | Ivan Dodig Austin Krajicek | 6−7(4), 7−6(5), 6−3 |

### Dobles mixts: 1 (1−0)
| Resultat  | Núm. | Any  | Torneig       | Parella             | Oponents                    | Marcador         |
| --------- | ---- | ---- | ------------- | ------------------- | --------------------------- | ---------------- |
| Guanyador | 1.   | 2014 | Roland Garros | Anna-Lena Grönefeld | Julia Görges Nenad Zimonjić | 4−6, 6−2, [10−7] |

## Palmarès

### Dobles masculins: 61 (37−24)
| Llegenda (pre/post 2009)                                 |
| -------------------------------------------------------- |
| Grand Slams (3−0)                                        |
| Tennis Masters Cup / ATP Finals (1−0)                    |
| ATP Masters Series / ATP World Tour Masters 1000 (4−3)   |
| ATP International Series Gold / ATP World Tour 500 (8−7) |
| ATP International Series / ATP World Tour 250 (21−14)    |

| Títols per superfície |
| --------------------- |
| Dura (25−14)          |
| Gespa (3−1)           |
| Terra batuda (9−8)    |

| Resultat  | Núm. | Data                   | Torneig                                    | Superfície   | Parella              | Oponents                             | Marcador               |
| --------- | ---- | ---------------------- | ------------------------------------------ | ------------ | -------------------- | ------------------------------------ | ---------------------- |
| Finalista | 1.   | 7 de juliol de 2008    | Båstad, Suècia                             | Terra batuda | Johan Brunström      | Jonas Björkman Robin Söderling       | 2−6, 2−6               |
| Finalista | 2.   | 10 de maig de 2009     | Belgrad, Sèrbia                            | Terra batuda | Johan Brunström      | Łukasz Kubot Oliver Marach           | 2−6, 6−7(3)            |
| Finalista | 3.   | 20 de juny de 2009     | 's-Hertogenbosch, Països Baixos            | Gespa        | Johan Brunström      | Wesley Moodie Dick Norman            | 6−7(3), 7−6(3), [5−10] |
| Finalista | 4.   | 2 d'agost de 2009      | Umag, Croàcia                              | Terra batuda | Johan Brunström      | František Čermák Michal Mertiňák     | 4−6, 4−6               |
| Finalista | 5.   | 26 de setembre de 2009 | Bucarest, Romania                          | Terra batuda | Johan Brunström      | František Čermák Michal Mertiňák     | 2−6, 4−6               |
| Finalista | 6.   | 1 d'agost de 2010      | Los Angeles, Estats Units                  | Dura         | Eric Butorac         | Bob Bryan Mike Bryan                 | 7−6(6), 2−6, [7−10]    |
| Guanyador | 1.   | 10 d'octubre de 2010   | Tòquio, Japó                               | Dura         | Eric Butorac         | Andreas Seppi Dmitry Tursunov        | 6−3, 6−2               |
| Guanyador | 2.   | 24 d'octubre de 2010   | Estocolm, Suècia                           | Dura (i)     | Eric Butorac         | Johan Brunström Jarkko Nieminen      | 6−3, 6−4               |
| Finalista | 7.   | 20 de febrer de 2011   | Memphis, Estats Units                      | Dura (i)     | Eric Butorac         | Max Mirnyi Daniel Nestor             | 2−6, 7−6(6), [3−10]    |
| Guanyador | 3.   | 1 de maig de 2011      | Estoril, Portugal                          | Terra batuda | Eric Butorac         | Marc López David Marrero             | 6−3, 6−4               |
| Guanyador | 4.   | 21 de maig de 2011     | Niça, França                               | Terra batuda | Eric Butorac         | Santiago González David Marrero      | 6−3, 6−4               |
| Guanyador | 5.   | 2 d'octubre de 2011    | Kuala Lumpur, Malàisia                     | Dura (i)     | Eric Butorac         | František Čermák Filip Polášek       | 6−1, 6−3               |
| Finalista | 8.   | 6 de novembre de 2011  | València, Espanya                          | Dura (i)     | Eric Butorac         | Bob Bryan Mike Bryan                 | 4−6, 6−7(9)            |
| Guanyador | 6.   | 6 de maig de 2012      | Estoril (2)                                | Terra batuda | Aisam-ul-Haq Qureshi | Julian Knowle David Marrero          | 7−5, 7−5               |
| Guanyador | 7.   | 17 de juny de 2012     | Halle, Regne Unit                          | Gespa        | Aisam-ul-Haq Qureshi | Treat Conrad Huey Scott Lipsky       | 6−3, 6−4               |
| Finalista | 9.   | 4 de novembre de 2012  | París, França                              | Dura (i)     | Aisam-ul-Haq Qureshi | Mahesh Bhupathi Rohan Bopanna        | 6−7(6), 3−6            |
| Finalista | 10.  | 23 de febrer de 2013   | Marsella, França                           | Dura (i)     | Aisam-ul-Haq Qureshi | Rohan Bopanna Colin Fleming          | 4−6, 6−7(3)            |
| Guanyador | 8.   | 30 de març de 2013     | Miami, Estats Units                        | Dura         | Aisam-ul-Haq Qureshi | Mariusz Fyrstenberg Marcin Matkowski | 6−4, 6−1               |
| Finalista | 11.  | 5 de maig de 2013      | Oeiras                                     | Terra batuda | Aisam-ul-Haq Qureshi | Santiago González Scott Lipsky       | 3−6, 6−4, [7−10]       |
| Guanyador | 9.   | 20 d'octubre de 2013   | Estocolm (2)                               | Dura (i)     | Aisam-ul-Haq Qureshi | Jonas Björkman Robert Lindstedt      | 6−2, 6−2               |
| Guanyador | 10.  | 9 de febrer de 2014    | Zagreb, Croàcia                            | Dura (i)     | Horia Tecău          | Philipp Marx Michal Mertiňák         | 3−6, 6−4, [10−2]       |
| Finalista | 12.  | 16 de febrer de 2014   | Rotterdam, Països Baixos                   | Dura (i)     | Horia Tecău          | Michaël Llodra Nicolas Mahut         | 2−6, 6−7(4)            |
| Guanyador | 11.  | 12 d'abril de 2014     | Casablanca, Marroc                         | Terra batuda | Horia Tecău          | Tomasz Bednarek Lukáš Dlouhý         | 6−2, 6−2               |
| Guanyador | 12.  | 27 d'abril de 2014     | Bucarest                                   | Terra batuda | Horia Tecău          | Mariusz Fyrstenberg Marcin Matkowski | 6−4, 6−4               |
| Guanyador | 13.  | 21 de juny de 2014     | 's-Hertogenbosch                           | Gespa        | Horia Tecău          | Santiago González Scott Lipsky       | 6−3, 7−6(3)            |
| Guanyador | 14.  | 3 d'agost de 2014      | Washington DC, Estats Units                | Dura         | Horia Tecău          | Sam Groth Leander Paes               | 7−5, 6−4               |
| Guanyador | 15.  | 27 de setembre de 2014 | Shenzhen, Xina                             | Dura         | Horia Tecău          | Chris Guccione Sam Groth             | 6−4, 7−6(4)            |
| Guanyador | 16.  | 5 d'octubre de 2014    | Pequín, Xina                               | Dura         | Horia Tecău          | Julien Benneteau Vasek Pospisil      | 6−7(6), 7−5, [10−5]    |
| Guanyador | 17.  | 26 d'octubre de 2014   | València                                   | Dura (i)     | Horia Tecău          | Kevin Anderson Jérémy Chardy         | 6−4, 6−2               |
| Finalista | 13.  | 17 de gener de 2015    | Sydney, Austràlia                          | Dura         | Horia Tecău          | Rohan Bopanna Daniel Nestor          | 4−6, 6−7(5)            |
| Guanyador | 18.  | 15 de febrer de 2015   | Rotterdam                                  | Dura (i)     | Horia Tecău          | Jamie Murray John Peers              | 3−6, 6−3, [10−8]       |
| Finalista | 14.  | 23 de maig de 2015     | Niça                                       | Terra batuda | Horia Tecău          | Mate Pavić Michael Venus             | 6−7(4), 6−2, [7−10]    |
| Guanyador | 19.  | 11 de juliol de 2015   | Wimbledon, Regne Unit                      | Gespa        | Horia Tecău          | Jamie Murray John Peers              | 7−6(5), 6−4, 6−4       |
| Guanyador | 20.  | 22 de novembre de 2015 | ATP World Tour Finals, Londres, Regne Unit | Dura (i)     | Horia Tecău          | Rohan Bopanna Florin Mergea          | 6−4, 6−3               |
| Guanyador | 21.  | 8 de maig de 2016      | Madrid, Espanya                            | Terra batuda | Horia Tecău          | Rohan Bopanna Florin Mergea          | 6−4, 7−6(5)            |
| Finalista | 15.  | 21 d'agost de 2016     | Cincinnati, Estats Units                   | Dura         | Horia Tecău          | Ivan Dodig Marcelo Melo              | 6−7(5), 7−6(5), [6−10] |
| Guanyador | 22.  | 4 de març de 2017      | Dubai, Emirats Àrabs Units                 | Dura         | Horia Tecău          | Rohan Bopanna Marcin Matkowski       | 4−6, 6−3, [10−3]       |
| Guanyador | 23.  | 27 de maig de 2017     | Ginebra, Suïssa                            | Terra batuda | Horia Tecău          | J.S. Cabal Robert Farah              | 2−6, 7−6(9), [10−6]    |
| Guanyador | 24.  | 25 d'agost de 2017     | Winston-Salem, Estats Units                | Dura         | Horia Tecău          | Julio Peralta Horacio Zeballos       | 6−3, 6−4               |
| Guanyador | 25.  | 8 de setembre de 2017  | US Open, Estats Units                      | Dura         | Horia Tecău          | Feliciano López Marc López           | 6−4, 6−3               |
| Finalista | 16.  | 22 d'octubre de 2017   | Estocolm                                   | Dura (i)     | Aisam-ul-Haq Qureshi | Oliver Marach Mate Pavić             | 6−3, 6−7(6), [4−10]    |
| Guanyador | 26.  | 3 de març de 2018      | Dubai (2)                                  | Dura         | Horia Tecău          | James Cerretani Leander Paes         | 6−2, 7−6(2)            |
| Finalista | 17.  | 29 d'abril de 2018     | Barcelona, Espanya                         | Terra batuda | Aisam-ul-Haq Qureshi | Feliciano López Marc López           | 6−7(5), 4−6            |
| Guanyador | 27.  | 24 d'agost de 2018     | Winston-Salem (2)                          | Dura         | Horia Tecău          | James Cerretani Leander Paes         | 6−4, 6−2               |
| Finalista | 18.  | 4 de novembre de 2018  | París (2)                                  | Dura (i)     | Horia Tecău          | Marcel Granollers Rajeev Ram         | 4–6, 4–6               |
| Finalista | 19.  | 17 de febrer de 2019   | Rotterdam (2)                              | Dura (i)     | Horia Tecău          | Jérémy Chardy Henri Kontinen         | 6−7(5), 6−7(4)         |
| Guanyador | 28.  | 12 de maig de 2019     | Madrid (2)                                 | Terra batuda | Horia Tecău          | Diego Schwartzman Dominic Thiem      | 6−2, 6−3               |
| Finalista | 20.  | 4 d'agost de 2019      | Washington DC                              | Dura         | Horia Tecău          | Raven Klaasen Michael Venus          | 6−3, 3−6, [2−10]       |
| Guanyador | 29.  | 27 d'octubre de 2019   | Basilea, Suïssa                            | Dura (i)     | Horia Tecău          | Taylor Fritz Reilly Opelka           | 7−5, 6−3               |
| Finalista | 21.  | 24 d'octubre de 2021   | Anvers, Bèlgica                            | Dura (i)     | Wesley Koolhof       | Nicolas Mahut Fabrice Martin         | 0−6, 1−6               |
| Finalista | 22.  | 14 de novembre de 2021 | Estocolm (2)                               | Dura (i)     | Aisam-ul-Haq Qureshi | Santiago González Andrés Molteni     | 2−6, 2−6               |
| Guanyador | 30.  | 13 de febrer de 2022   | Dallas, Estats Units                       | Dura         | Marcelo Arévalo      | Lloyd Glasspool Harri Heliövaara     | 7−6(4), 6−4            |
| Guanyador | 31.  | 20 de febrer de 2022   | Delray Beach, Estats Units                 | Dura         | Marcelo Arévalo      | A. Nedovyesov A-u-H. Qureshi         | 6−2, 6−7(5), [10−4]    |
| Finalista | 23.  | 27 de febrer de 2022   | Acapulco, Mèxic                            | Dura         | Marcelo Arévalo      | Feliciano López Stéfanos Tsitsipàs   | 5−7, 4−6               |
| Guanyador | 32.  | 4 de juny de 2022      | Roland Garros, França                      | Terra batuda | Marcelo Arévalo      | Ivan Dodig Austin Krajicek           | 6−7(4), 7−6(5), 6−3    |
| Guanyador | 33.  | 23 d'octubre de 2022   | Estocolm (2)                               | Dura (i)     | Marcelo Arévalo      | Lloyd Glasspool Harri Heliövaara     | 6−3, 6−3               |
| Guanyador | 34.  | 14 de gener de 2023    | Adelaida, Austràlia                        | Dura         | Marcelo Arévalo      | Ivan Dodig Austin Krajicek           | Renúncia               |
| Guanyador | 35.  | 19 de febrer de 2023   | Delray Beach (2)                           | Dura         | Marcelo Arévalo      | Rinky Hijikata Reese Stalder         | 6−3, 6−4               |
| Guanyador | 36.  | 13 d'agost de 2023     | Toronto, Canadà                            | Dura         | Marcelo Arévalo      | Rajeev Ram Joe Salisbury             | 6−3, 6−1               |
| Guanyador | 37.  | 7 de gener de 2024     | Brisbane, Austràlia                        | Dura         | Lloyd Glasspool      | Kevin Krawietz Tim Pütz              | 7−6(3), 5−7, [12−10]   |
| Finalista | 24.  | 25 de maig de 2024     | Ginebra                                    | Terra batuda | Lloyd Glasspool      | Marcelo Arévalo Mate Pavić           | 6−7(2), 5−7            |

### Dobles mixts: 1 (1−0)
| Resultat  | Núm. | Data              | Torneig               | Superfície   | Parella             | Oponents                    | Marcador         |
| --------- | ---- | ----------------- | --------------------- | ------------ | ------------------- | --------------------------- | ---------------- |
| Guanyador | 1.   | 5 de juny de 2014 | Roland Garros, França | Terra batuda | Anna-Lena Grönefeld | Julia Görges Nenad Zimonjić | 4−6, 6−2, [10−7] |

## Trajectòria

### Dobles masculins
| | Antilles Neerlandeses | Antilles Neerlandeses | Antilles Neerlandeses | Curaçao     | Països Baixos | Països Baixos | Països Baixos | Països Baixos | Països Baixos | Països Baixos | Països Baixos | Països Baixos | Països Baixos | Països Baixos | Països Baixos | Països Baixos | Països Baixos |           |           |
| Torneig | 2008                  | 2009                  | 2010                  | 2011        | 2012          | 2013          | 2014          | 2015          | 2016          | 2017          | 2018          | 2019          | 2020          | 2021          | 2022          | 2023          | 2024          | Títols    | V − D     |
| Open d'Austràlia | A                     | A                     | 3R                    | SF          | 3R            | 3R            | 2R            | SF            | QF            | 3R            | 2R            | 1R            | 2R            | A             | 1R            | QF            | 3R            | 0 / 14    | 27 − 14   |
| Roland Garros | A                     | 2R                    | 1R                    | 1R          | SF            | 3R            | 3R            | SF            | 2R            | 3R            | 1R            | QF            | 3R            | 3R            | G             | QF            |               | 1 / 15    | 32 − 14   |
| Wimbledon | A                     | 2R                    | 1R                    | 2R          | 3R            | 3R            | 3R            | G             | 1R            | 1R            | 2R            | QF            | NC            | 1R            | 2R            | 2R            |               | 1 / 14    | 20 − 13   |
| US Open | A                     | 1R                    | 1R                    | 2R          | SF            | QF            | 3R            | QF            | 3R            | G             | 2R            | 1R            | SF            | 3R            | SF            | 3R            |               | 1 / 15    | 31 − 14   |
| Jocs Olímpics | A                     | No celebrat           | No celebrat           | No celebrat | 1R            | No celebrat   | No celebrat   | No celebrat   | 1R            | No celebrat   | No celebrat   | No celebrat   | No celebrat   | 2R            | NC            | NC            |               | 0 / 3     | 1 − 3     |
| ATP World Tour Finals | A                     | A                     | A                     | A           | RR            | RR            | RR            | G             | A             | RR            | A             | RR            | A             | A             | RR            |               |               | 1 / 7     | 7 − 16    |
| Total Victòries−Derrotes                                                                                                   | 6−5                   | 18−21                 | 28−26                 | 42−26       | 41−31         | 31−28         | 48−25         | 51−22         | 25−23         | 44−26         | 36−25         | 36−28         | 12−13         | 15−21         |               |               |               | 440 − 329 | 440 − 329 |
| Rànquing a final d'any | 84                    | 43                    | 41                    | 20          | 13            | 15            | 16            | 3             | 27            | 7             | 19            | 20            | 25            | 38            | 6             |               |               |           |           |
| Llegenda: G: Guanyador; F: Finalista; SF: Semifinalista; QF: Quarts de final; Q: Qualificació; A: Absent; RR: Round Robin; |                       |                       |                       |             |               |               |               |               |               |               |               |               |               |               |               |               |               |           |           |

### Dobles mixts
| | Antilles Neerlandeses | Antilles Neerlandeses | Curaçao     | Països Baixos | Països Baixos | Països Baixos | Països Baixos | Països Baixos | Països Baixos | Països Baixos | Països Baixos | Països Baixos | Països Baixos | Països Baixos | Països Baixos | Països Baixos |         |         |
| Torneig | 2009                  | 2010                  | 2011        | 2012          | 2013          | 2014          | 2015          | 2016          | 2017          | 2018          | 2019          | 2020          | 2021          | 2022          | 2023          | 2024          | Títols  | V − D   |
| Open d'Austràlia | A                     | A                     | A           | 1R            | 1R            | 1R            | 1R            | 2R            | 2R            | 2R            | 2R            | 2R            | A             | A             | 1R            | 2R            | 0 / 11  | 6 − 11  |
| Roland Garros | A                     | A                     | 1R          | A             | 2R            | G             | 2R            | 1R            | 2R            | 2R            | 1R            | NC            | A             | 1R            | 1R            |               | 1 / 10  | 9 − 10  |
| Wimbledon | 2R                    | 1R                    | 1R          | 1R            | SF            | A             | 2R            | 2R            | 2R            | QF            | 2R            | NC            | QF            | 2R            | 2R            |               | 0 / 13  | 14 − 13 |
| US Open | A                     | A                     | 2R          | QF            | 2R            | 1R            | A             | 1R            | A             | A             | A             | NC            | A             | A             | QF            |               | 0 / 6   | 6 − 6   |
| Jocs Olímpics | No celebrat           | No celebrat           | No celebrat | A             | No celebrat   | No celebrat   | No celebrat   | 1R            | No celebrat   | No celebrat   | No celebrat   | No celebrat   | A             | NC            | NC            |               | 0 / 1   | 0 − 1   |
| Total Victòries−Derrotes                                                                                                   | 1−1                   | 0−1                   | 1−3         | 2−3           | 5−4           | 5−3           | 2−3           | 2−5           | 3−3           | 4−3           | 2−3           | 1−1           | 2−1           | 1−2           | 3−4           |               | 34 − 40 | 34 − 40 |
| Llegenda: G: Guanyador; F: Finalista; SF: Semifinalista; QF: Quarts de final; Q: Qualificació; A: Absent; RR: Round Robin; |                       |                       |             |               |               |               |               |               |               |               |               |               |               |               |               |               |         |         |

## Guardons
- ATP Doubles Team of the Year (2015)